# Semaeopus errabunda
Semaeopus errabunda är en fjärilsart som beskrevs av Paul Dognin 1900. Semaeopus errabunda ingår i släktet Semaeopus och familjen mätare. Inga underarter finns listade i Catalogue of Life.